# لبوديات الشكل
القُرَاد وتُسمَّى الحَلَم واحدتها حلمة اسم شائع لكائنات مفصلية الأرجل صغيرة الحجم تعود لصف العنكبيات فهي ذات ثمانية أرجل وتنتمي لفصيلة ال «لوكسويد» والتي تقسّم لمئات الأنواع.

## كيفية المعيشة والتعايش
تتواجد أغلب الأنواع من هذه الحشرة في أفريقيا وأمريكا الشمالية، ففي هاتين القارتين هناك أكبر تواجد لأكبر نوعين من القرادة. وهي تمتص دماء الحيوانات، وتنقل الأمراض، من خلال نقل الدم الذي تحمله في فمها من مخلوق إلى آخر، الحشرة قد تمتص دم الإنسان أيضاً إذا تواجد في بيئتها، بشكل عام تتواجد هذه الحشرة في أماكن تواجد الحيوانات حيث الحشائش الخضراء والشجيرات في الغابات والحدائق، وتنشط عادة في فصلي الربيع والصيف.
تمتلك اسلوب وضع بيض خاص. وتملك عضو يسمى عضو جين، وهذا العضو عبارة عن قاعدة مُتضخمة وقرنين قصيرين. وأثناء انبثاق البيضة تتدلى بطانة المهبل من خلال الفتحة التناسلية حاملة البيضة حيث يتم وضعها بين قرني عضو جين، ويتم بعد ذلك سحب بطانة المهبل المُتدلية.
يعمل عضو جين على وضع شمع واقٍ ضد الماء على البيضة ثم يسحب بعدئذ وتترك البيضة على الصفيحة تحت الفمية وعندما يعود الرأس الكاذب إلى وضعه الطبيعي المُتجه للأمام توضع البيضة فوق الأنثى وهكذا فإن دفعة البيض توجد فوق جسم الأنثى الذابل ويذبل البيض ويموت إذا لم يتلق غطاءً شمعياً .
وهُناك عضو هولـر (Haller,s organ )
هو عضو موجود على رسغ زوج الأرجل الأولى فتبحث عن العائل بالتلويح بهذه الأرجل في الهواء . وتستجيب المُستقبلات الحسية الثانوية الموجودة في الحُفرة الأمامية لعضو هولـر للروائح، خاصة المُركبات الڤينولية، وتستجيب مستقبلات أخرى للرطوبة والحرارة وغاز النشادر بينما تستجيب المستقبلات الموجودة في الكبسولة الخلفية لثاني أوكسيد الكربون والروائح والحرارة . وتكتشف مُستقبلات أُخرى تغييرات الحرارة فتستجيب لحرارة جسم العائل . وعلى العائل .

## التحكم البشري
ينقل القراد أمراض خطيرة جداً من مخلوق إلى آخر، وإذا امتصت دم أي شخص يمكن أن تسبب ضرراً كبيراً للضحية. وإذا لسعت أي شخص فينصح بغسل مكان الجرح بسرعة والتوجه بأسرع وقت لتلقي العناية الطبية. وقد توجد حشرة القراد في الأماكن المنخفضة وهي غالباً ما تلتصق بأجسام الحيوانات المنزلية كالكلاب والقطط وهي الناقل الطبيعي لهذه الحشرة بل وأحيانا بجسم الإنسان ويتم نقلها بهذه الطريقة إلى داخل المنازل.
يشار إلى أن من أعراض الإصابة بالمرض حدوث حمى مرتفعة وتقيؤ وإسهال وفشل متعدد في أعضاء الجسم ومشاكل أخرى متعلقة بالدم..
وأفادت تقارير عن تعرض الصين واليابان مؤخراً لحالات مشابهة بالإصابة بالمرض بسبب القرادة الذي يعرف بأن نسبة الوفاة فيه تبلغ %30 حيث تم اكتشاف 8 مصابين في اليابان.

## أمثلة على الحشرة
في مصر مثلا لا تأتي إلا في الحيوانات - ولكن تأتى في أمريكا في جسم الإنسان ولا يخرجها الإنسان من نفسه حتى يذهب إلى الطبيب حتى لا ينكسر ضلعها في جسم الإنسان.

## وصلات خارجية
- Lyme Disease: Nature Class - March 1997.
- Stafford, Kirby C. III: Tick Bite Prevention نسخة محفوظة 12 سبتمبر 2005 على موقع واي باك مشين., Connecticut Department of Public Health, Feb. 1999.
- Fivaz, B., T. Petney, and I. Horak. 1993. Tick Vector Biology: Medical and Veterinary Aspects. Springer. ISBN 0-387-54045-8.
- TickEncounter.org University of Rhode Island site with tick and tick-borne disease information *Ticks in Kansas, Kansas State University نسخة محفوظة 5 يناير 2007 على موقع واي باك مشين.
- University of Sydney and Westmead Hospital, Dept of Entymology نسخة محفوظة 22 أبريل 2022 على موقع واي باك مشين. for more information about ticks
- Mites and Ticks نسخة محفوظة 23 ديسمبر 2019 على موقع واي باك مشين. chapter in وكالة حماية البيئة الأمريكية and جامعة فلوريدا/Institute of Food and Agricultural Sciences National Public Health Pesticide Applicator Training Manual on the UF/IFAS Featured Creatures Web site
- Dermacentor variabilis, American dog tick
- Ixodes scapularis, blacklegged or deer tick
- Rhipicephalus sanguineus, brown dog tick